# Stockholm Environment Institute
Le Stockholm Environment Institute est un institut de recherche suédois consacré au développement durable et à l'environnement, fondé en 1989 par le gouvernement suédois,. C'est une fondation à but non lucratif, en partie financée par l'Agence suédoise de développement et coopération internationale et sur fonds publics.